# Annika Winsth
Gunn Annika Kristin Winsth, född Svensson 4 april 1968 i Lund, är en svensk ekonom.
Efter studierna började hon arbeta på finansdepartementet och gick därefter till Nordea 1994. Så småningom blev hon chefanalytiker innan hon i december 2008 fick uppdraget som chefekonom. Winsth sitter i styrelsen för Ekonomihögskolan vid Lunds universitet, i Nordiska museets styrelse, i Nationalekonomiska föreningens styrelse samt i Hans Dalborgs stiftelse för bank- och finansforskning. Hon har tidigare suttit i styrelsen för Lunds universitet varav tre år som vice styrelseordförande, i styrelsen för Utrikespolitiska Institutet samt som vice styrelseordförande för den fristående statliga forskningsstiftelsen Institutet för framtidsstudier. Winsth har även suttit med i UD:s antagningsnämnd för diplomatprogrammet. Winsth är ledamot av Kungliga Ingenjörsvetenskapsakademien där hon är ordförande för avdelning Ekonomi. 
2012 utsågs hon till "Årets bankprofil" av Privata Affärer med motiveringen: ”Få kan som hon på ett så pedagogiskt sätt förklara komplex ekonomi”. I maj 2018 blev hon hedersdoktor vid Ekonomihögskolan vid Lunds universitet.